# Rau muống xào
Rau muống xào là một món rau phổ biến tại châu Á. Rau muống được xào cùng với các loại rau, gia vị và đôi lúc cả với các loại thịt. Món ăn này thường xuất hiện ở khắp các nước Đông, Nam và Đông Nam Á; từ ẩm thực Tứ Xuyên và Quảng Đông tại Trung Quốc, cho tới ẩm thực Philippines, Indonesia, Malaysia, Singapore, Campuchia và Việt Nam tại Đông Nam Á; và cả ẩm thực Sri Lanka và Bengal tại Nam Á. Do vậy nên món ăn này có rất nhiều tên gọi, ví dụ như tumis kangkung hay cah kangkung ở Indonesia; kangkong goreng ở Malaysia; ginisang kangkóng hay adobong kangkóng ở Philippines; stir fry kong xin cai (空心菜); stir fry tung choy or ong choy (通菜) ở Trung Quốc; khteah tuk chien cha (ខ្ទះទឹកចៀនឆា) ở Campuchia; kankun mallung ở Sri Lanka; và kolmi shak bhaja ở Bangladesh và đông Ấn Độ.

## Phương pháp chế biến
Rau muống xào là một trong những món ăn châu Á được chế biến từ rau đơn giản, dễ làm và tiết kiệm nhất, nhờ đó đã trở thành món ăn phổ biến. Rau muống mọc nhiều ở các dòng nước, sông, hồ và đầm lầy ở vùng Đông Nam Á nhiệt đới và Nam Trung Quốc. Tỏi, hành tím hoặc hành tây được phi thơm trong dầu ăn, sau đó cho thêm vào rau muống đã cắt và rửa sạch, xào trong chảo với lửa lớn và một ít dầu ăn. Quá trình xào sẽ làm caramel hóa một chút các nguyên liệu. Các loại sốt gia vị được nêm nếm tùy theo khẩu vị và công thức. Một số người có thể thêm vào vài lát ớt đỏ để món ăn có vị cay, ngoài ra cũng có thể cho thêm tôm tươi hoặc tôm khô. Một số công thức khác có thể cho thêm đậu phụ đã cắt thành miếng vuông.

## Gia vị và các biến thể
Món rau muống xào có thể thay đổi tùy theo cách nêm nếm gia vị. Người nấu có thể nêm nếm đôi chút bằng tỏi, hạt tiêu, nước mắm, dầu hào, hoặc cũng có thể dùng ớt cay, tauco (một loại sốt làm từ đậu nành lên men), mắm tôm hay các loạt sốt khác. Phiên bản rau muống xào tại Việt Nam thường dùng nước mắm để nêm nếm, trong khi tại Indonesia và Malaysia thì lại hay dùng mắm tôm. Ở Philippines, người ta hay dùng một loại gia vị hỗn hợp giữa xì dầu và giấm, giống như gia vị cho món adobo kiểu Philippines; một số biến thể cũng dùng mắm tôm, nước mắm hoặc cá lên men. Công thức nấu tại Nam Trung Quốc có thể dùng dầu hào hoặc đậu phụ lên men (腐乳) để làm gia vị. Còn trong công thức ở Tây Java và của những người gốc Hoa ở Indonesia, sốt đậu nành lên men tauco hay được dùng làm gia vị.

## Rau muống chấm mắm tôm

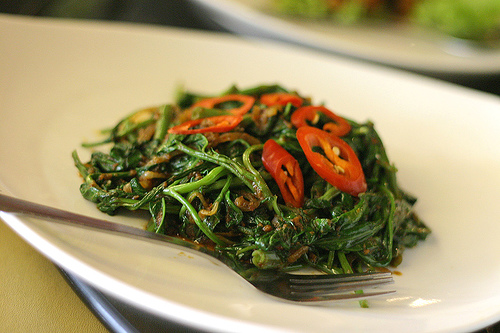
Kangkung belacan

Một cách nấu cụ thể của món ăn này đó là rau muống xào với mắm tôm (belacan trong tiếng Mã Lai; terasi trong tiếng Indonesia; và bagoong alamang trong tiếng Philippines). Món này có tên gọi là kangkung belacan hoặc kangkong belacan ở Malaysia và Singapore, cah kangkung terasi ở Indonesia và binagoongang kangkóng ở Philippines. Đây là một món rau phổ biến ở vùng Đông Nam Á hải đảo. Ở Philippines, mắm tôm cũng có thể được thay thế bằng bagoong isda (cá lên men) hoặc patis (nước mắm) và thường được dùng với ba chỉ heo chiên giòn (lechon kawali).